# Talcy (Loir-et-Cher)
Talcy is een gemeente in het Franse departement Loir-et-Cher (regio Centre-Val de Loire) en telt 249 inwoners (2005). De plaats maakt deel uit van het arrondissement Blois.

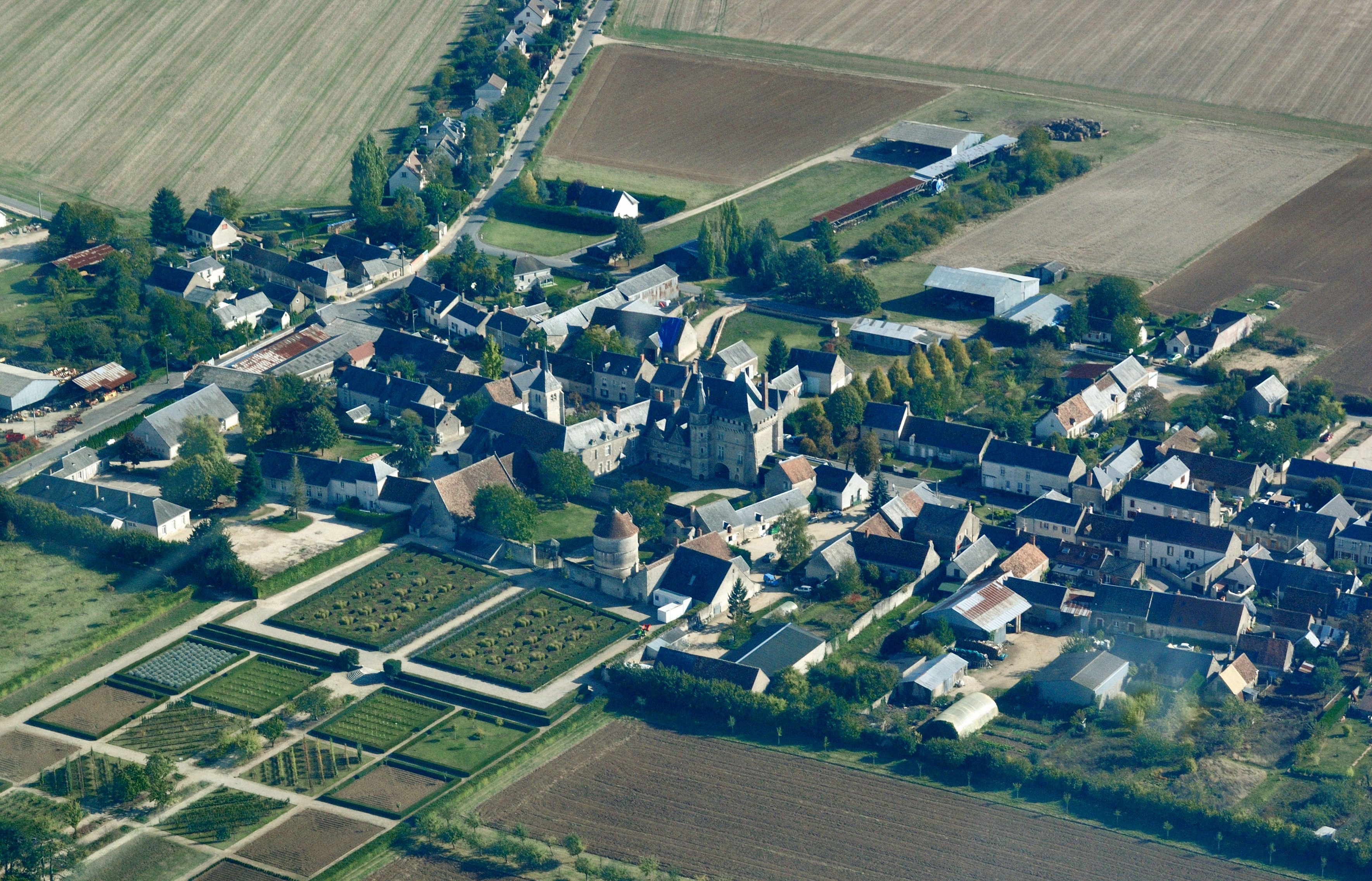
Luchtopname van Talcy met in het midden het Renaissancekasteel

## Geografie
De oppervlakte van Talcy bedraagt 15,0 km², de bevolkingsdichtheid is 16,6 inwoners per km².
De onderstaande kaart toont de ligging van Talcy (Loir-et-Cher) met de belangrijkste infrastructuur en aangrenzende gemeenten.

## Demografie
Onderstaande figuur toont het verloop van het inwonertal (bron: INSEE-tellingen).

## Bezienswaardigheid
- Kasteel uit 1520 (zie ook lijst van kastelen van de Loire)